# Ptox catreus
Ptox catreus är en fjärilsart som beskrevs av De Nicéville 1895. Ptox catreus ingår i släktet Ptox och familjen juvelvingar. Inga underarter finns listade.